# سياسة الولايات المتحدة الخارجية

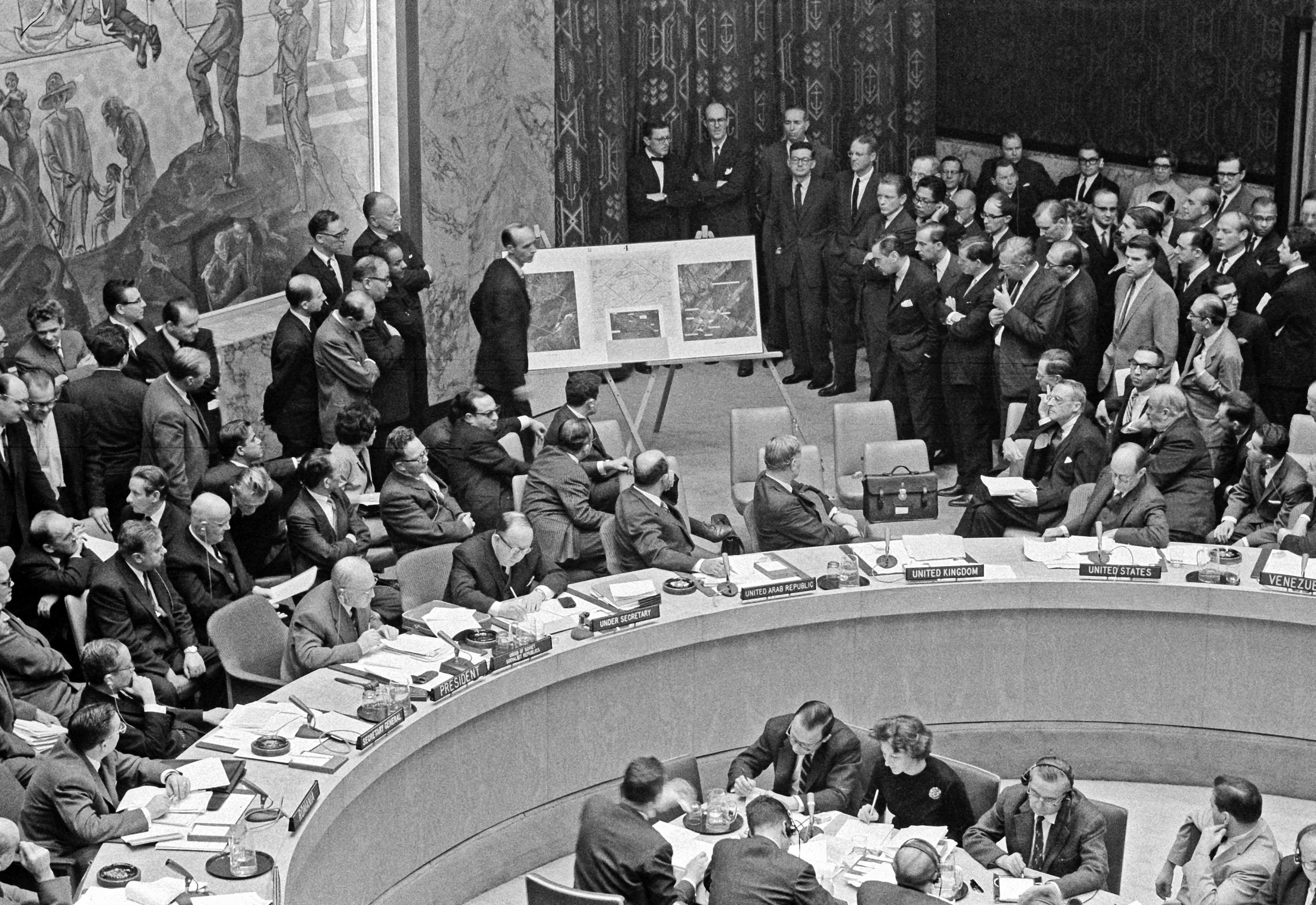

تتمثل سياسة الولايات المتحدة الخارجية بتعاملها مع الدول الأجنبية وكيفية تحديدها معايير التفاعل لمؤسساتها وشركاتها ومواطني النظام في الولايات المتحدة.
وفقًا لما ورد في جدول أعمال السياسة الخارجية لوزارة الخارجية، فإنه من شأن الأهداف المُعلنة رسميًا لسياسة الولايات المتحدة الأمريكية الخارجية «بناء ودعم عالم أكثر ديمقراطية وأمنًا وازدهارًا لصالح الشعب الأمريكي والمجتمع الدولي»، بما في ذلك جميع الدوائر والمكاتب في وزارة الخارجية الأمريكية. علاوة على ذلك، تعلن لجنة الشؤون الخارجية في مجلس النواب الأمريكي عن بعض أهدافها المتعلقة بالولاية القضائية: «ضوابط التصدير، بما في ذلك منع انتشار التكنولوجيا النووية والأجهزة النووية وتدابير تعزيز التفاعل التجاري مع الدول الأجنبية وحماية الأعمال التجارية الأمريكية في الخارج واتفاقيات السلع الدولية والتعليم الدولي وحماية المواطنين الأمريكيين في الخارج والاغتراب». كانت السياسة الخارجية الأمريكية والمعونات الخارجية موضع نقاش وإشادة وانتقادات كثيرة، على الصعيدين الداخلي أو الخارجي.

## صلاحيات الرئيس
يحدد الرئيس مسار السياسة الخارجية. تصمم وزارة الخارجية وجميع أعضائها جملة تفاصيل سياسة الرئيس وتنفذها. يوافق الكونغرس على انتقاء الرئيس للسفراء وبإمكانه إعلان الحرب كوظيفة ثانوية. يتفاوض رئيس الولايات المتحدة على المعاهدات مع الدول الأجنبية، ولا تدخل المعاهدات حيز التنفيذ إلا في حال توقيع ثلثي أعضاء مجلس الشيوخ عليها. يتولى رئيس الولايات المتحدة منصب رئيس أركان القوات المسلحة الأمريكية، وبالتالي فهو يتمتع بسلطة واسعة على القوات المسلحة. يعين الرئيس وزير الخارجية والسفراء على السواء، بناء على مشورة مجلس الشيوخ وموافقته. يعمل وزير خارجية الولايات المتحدة على نحو مماثل لوزير الخارجية وبقيادة الرئيس، وهو القائد الرئيسي للسلك الدبلوماسي بين الدول.
كتبت حوالي 18 مجموعة من مجموعات الدفاع عن حقوق الإنسان رسالة مشتركة إلى الإدارة القادمة للرئيس المنتخب جو بايدن في ديسمبر 2020 ، تطالبها بتحسين السياسة الخارجية للولايات المتحدة تجاه مملكة البحرين وضمت المنظمات من منظمة أمريكيين من أجل الديمقراطية وحقوق الإنسان إلى جانب معهد البحرين للحقوق والديمقراطية وقدمت المجموعات في رسالتها مخططًا لكيفية قيام حكومة الولايات المتحدة بالتخفيف من العنف المتزايد ضد حقوق الإنسان في البحرين.

## صلاحيات الكونغرس
يُعتبر الكونغرس الفرع الحكومي الوحيد الذي يمتلك صلاحية إعلان الحرب. بالإضافة إلى ذلك، يضع الكونغرس الميزانية المدنية والعسكرية، وبالتالي فإن لديه سلطة واسعة في العمل العسكري والمعونات الخارجية. يتمتع الكونغرس أيضًا بصلاحية تنظيم التجارة مع الدول الأجنبية.

## نبذة تاريخية
يتمثل التوجه الرئيسي في تاريخ السياسة الخارجية الأمريكية منذ الثورة الأمريكية بالتحول من سياسية عدم التدخل قبل الحرب العالمية الأولى وبعدها، إلى نموها لقوة وهيمنة عالمية أثناء الحرب العالمية الثانية ونهاية الحرب الباردة في القرن العشرين. تميزت السياسة الخارجية الأمريكية منذ القرن التاسع عشر بالتحول من مدرسة نظرية الواقعية السياسية إلى المدرسة المثالية أو الويلسونية للعلاقات الدولية.
أعرب جورج واشنطن عن مواضيع السياسة الخارجية بشكل كبير في رسالة وداعه، والتي تناولت، إلى جانب أمور أخرى، إبداء حسن النية والعدالة تجاه جميع الدول، وتشجيع السلام والوئام مع الجميع، واستبعاد «الكراهية المتأصلة تجاه دول معينة، والتعاطف مع الآخرين»، و«الابتعاد عن التحالفات الدائمة مع أي جزء من العالم الخارجي»، والدعوة إلى التجارة مع جميع الدول. أصبحت هذه السياسات أساس الحزب الفيدرالي الأمريكي في تسعينيات القرن الثامن عشر، بيد أن الجيفرسونيين المنافسين كانوا يخشون بريطانيا وفضّلوا فرنسا في تسعينيات القرن الثامن عشر، وأعلنوا الحرب على بريطانيا في عام 1812. بعد تحالف عام 1778 مع فرنسا، لم توقع الولايات المتحدة على اتفاقية دائمة أخرى حتى عام 1949، إذ وقعت على معاهدة شمال الأطلسي. مع مرور الوقت، أعربت السياسيات الرئاسية عن جملة من المواضيع الأخرى، أو الأهداف الرئيسية، أو التصرفات، أو المواقف المختلفة بوسائل شتى. لم تكن أحداثًا شائعة في بداية الأمر، ولكن منذ الحرب العالمية الثانية، اعتمد أغلب الرؤساء هذه الأحداث.
عارض الجيفرسونيون بشدة تشكيل جيش نظامي كبير وقوة بحرية إلى أن دفعت هجمات الجهاد البحري على السفن الأمريكية البلاد إلى تطوير قدرات القذف لدى القوة البحرية، ما أدى إلى اندلاع حرب طرابلس عام 1801.
رغم اندلاع حربين مع الدول الأوروبية –حرب 1812 والحرب الأميركية الإسبانية في عام 1898– كانت السياسة الخارجية الأمريكية سلمية في أغلب الأوقات واتسمت بالتوسع المطرد في تجارتها الخارجية خلال القرن التاسع عشر. ضاعفت صفقة لويزيانا في عام 1803 مساحة المنطقة الجغرافية للبلاد، وتنازلت إسبانيا عن أراضي فلوريدا في عام 1819، وضُمّت جمهورية تكساس المستقلة في عام 1845، وأسفرت الحرب المكسيكية الأمريكية عن ضم كاليفورنيا وأريزونا ويوتا ونيفادا ونيو مكسيكو في عام 1848. اشترت الولايات المتحدة ألاسكا من الإمبراطورية الروسية في عام 1867، وضمت جمهورية هاواي المستقلة في عام 1898. كان الانتصار على إسبانيا في عام 1898 سببًا في جلب الفلبين وبورتوريكو، فضلًا عن الإشراف على كوبا. انتهت تجربة الإمبريالية القصيرة في عام 1908، حيث توجه اهتمام الولايات المتحدة إلى قناة بنما وترسيخ استقرار المناطق في جنوبها، بما في ذلك المكسيك.

### الحرب العالمية الأولى
شهد القرن العشرين حربين عالميتين هزمت فيهما القوى المتحالفة مع الولايات المتحدة أعدائها، وزادت الولايات المتحدة من شهرتها الدولية بفعل هذه المشاركة. كان دخول الحرب العالمية الأولى مسألة جرى نقاشها بشكل محتدم في انتخابات عام 1916 الرئاسية.
طُوّرت مبادئ ويلسون الاربعة عشر من برنامجه الويلسوني المثالي لنشر الديمقراطية ومكافحة النزعة العسكرية للحد من الحروب في المستقبل. أصبحت هذه المبادئ أساس الهدنة الألمانية (التي وصلت حد الاستسلام العسكري) ومؤتمر باريس للسلام في عام 1919. أظهرت معاهدة فرساي الناجمة عن ذلك عدم توافق هذه المبادئ، بسبب المخططات الجزائية والإقليمية للحلفاء الأوروبيين، فوقعت الولايات المتحدة على معاهدات منفصلة مع جميع خصومها، ولم تنضم الولايات المتحدة أبدًا إلى عصبة الأمم التي انبثقت من مبادرة ويلسون بسبب اعتراضات مجلس الشيوخ على ذلك. في عشرينيات القرن العشرين، سلكت الولايات المتحدة مسارًا مستقلًا، ونجحت في تطوير برنامج لنزع السلاح البحري، ثم أعادت تمويل الاقتصاد الألماني. أصبحت الولايات المتحدة لاعبًا مهيمنًا في الشؤون الدبلوماسية يعمل بمنأى عن العصبة. أصبحت نيويورك العاصمة المالية للعالم، بيد أن انهيار بورصة وول ستريت في عام 1929 ألقى العالم الغربي الصناعي في الكساد الكبير. عوّلت السياسة التجارية الأميركية على الرسوم الجمركية المرتفعة في ظل الجمهوريين، وعلى الاتفاقيات التجارية المتبادلة في ظل الديمقراطيين، إلا أن مستويات الصادرات كانت منخفضة للغاية على أية حال في ثلاثينيات القرن العشرين.

### الحرب العالمية الثانية
تبنت الولايات المتحدة سياسة خارجية تتمثل بعدم التدخل في الفترة من عام 1932 إلى 1938، إلا أن الرئيس فرانكلين روزفلت توجه صوب دعم قوي من جانب الحلفاء في حروبهم ضد ألمانيا واليابان. نتيجة للنقاش الداخلي الحاد، كان من شأن السياسة الوطنية التحول إلى ترسانة ديمقراطية تمول جيوش الحلفاء وتجهزها دون إرسال جنود أمريكيين للقتال. أشار روزفلت إلى أربع حريات أساسية ينبغي أن يتمتع بها الناس «في جميع بقاع العالم»، وهي حرية التعبير والدين، فضلًا عن التحرر من الحاجة والخوف. ساهم روزفلت في إرساء أحكام عالم ما بعد الحرب بين الحلفاء المحتملين في مؤتمر الميثاق الأطلسي، وأُدرجت نقاط محددة لتصحيح الإخفاقات السابقة، والتي أصبحت خطوة نحو تشكيل الأمم المتحدة. تلخصت السياسة الأمريكية بتهديد اليابان، وإرغامها على الخروج من الصين، ومنع هجومها على الاتحاد السوفيتي. ردت اليابان بشن هجوم على بيرل هاربر في ديسمبر 1941، وكانت الولايات المتحدة في حرب مع اليابان وألمانيا وإيطاليا. فبدلًا من تقديم القروض للحلفاء في الحرب العالمية الأولى، وفرت الولايات المتحدة مِنح إعارة وتأجير بقيمة 50 مليار دولار. بالتعاون الوثيق مع ونستون تشرشل من بريطانيا، وجوزيف ستالين من الاتحاد السوفيتي، أرسل روزفلت قواته إلى منطقة المحيط الهادئ ضد اليابان، ثم إلى شمال أفريقيا ضد إيطاليا وألمانيا، وأخيرًا إلى أوروبا بدءًا بفرنسا وإيطاليا في عام 1944 ضد الألمان. ازدهر الاقتصاد الأميركي، بمضاعفة الإنتاج الصناعي، وبناء الكثير من الطائرات والسفن والدبابات والذخائر والقنبلة الذرية أخيرًا. تركزت أغلب جهود الحرب الأميركية على القاذفات الاستراتيجية، التي دمرت مدن اليابان وألمانيا.

### الحرب الباردة
بعد الحرب، صعدت الولايات المتحدة لتصبح القوة الاقتصادية المهيمنة ذات النفوذ الواسع في معظم أنحاء العالم إلى جانب السياسات الرئيسية لمشروع مارشال ومبدأ ترومان. لكن سرعان ما شهد العالم انقسامًا إلى معسكرين عريضين أثناء الحرب الباردة؛ كان أحد الجانبين تحت قيادة الولايات المتحدة والآخر بقيادة الاتحاد السوفييتي، لكن هذه الحالة أدّت أيضًا إلى إنشاء حركة عدم الانحياز. استمرت هذه الفترة حتى نهاية القرن العشرين تقريبًا ويعتقد أنها صراع أيديولوجي ونزاع على السلطة بين القوتين العظيمتين. اعتمدت سياسات الربط والاحتواء للحدّ من التوسع السوفييتي، وشُنّت سلسلة من الحروب بالوكالة بنتائج متفاوتة. في عام 1991، تم تفكيك الاتحاد السوفييتي إلى أمم منفصلة، وانتهت الحرب الباردة بشكل رسمي حيث منحت الولايات المتحدة اعترافًا دبلوماسيًا منفصلًا للاتحاد الروسي والدول السوفييتية السابقة الأخرى.
أما بالنسبة للسياسة الداخلية، لا تشكل السياسة الخارجية عادة قضية مركزية بحدّ ذاتها. بين عامي 1945-1970، اتخذ الحزب الديمقراطي خطًا قويًا ضد الشيوعية ودعم الحروب في كل من كوريا وفيتنام. ثم انقسم الحزب مع عنصر مسالم قوي «دوفيش» (الذي طبعه المرشح الرئاسي جورج ماكفيري في عام 1972). انضم العديد من «الصقور»، المدافعين عن الحرب، إلى تيار المحافظين الجدد وبدأوا بدعم الجمهوريين - وخاصة ريغان - على أساس السياسة الخارجية. وفي الوقت نفسه، انقسم الحزب الجمهوري حتى عام 1952 بين الجناح الانعزالي، ومقره في الغرب الأوسط بقيادة السيناتور روبرت تافت، والجناح الدولي مقره في الشرق بقيادة دوايت أيزنهاور. هزم أيزنهاور تافت لترشيح عام 1952 بفارق كبير على أسس السياسة الخارجية. ومنذ ذلك الحين، اتسم الجمهوريون بالقومية الأمريكية الحادة والمعارضة القوية للشيوعية والدعم القوي لإسرائيل.

### القرن الحادي والعشرين
في القرن الحادي والعشرين، ما يزال نفوذ الولايات المتحدة قويًا، لكن من الناحية النسبية فإنه يتراجع من حيث الناتج الاقتصادي مقارنة بالدول الصاعدة مثل الصين والهند وروسيا والاتحاد الأوروبي الموحد حديثًا. وما تزال هناك مشاكل كبيرة، مثل الاحتباس الحراري وانتشار الأسلحة النووية والإرهاب النووي. يشير محللو السياسة الخارجية هاشيغيان وسوتفن في كتابهما المعنون القرن الأمريكي القادم إلى أن جميع القوى الخمس لديها مصالح خاصة مماثلة في مجال الاستقرار ومنع الإرهاب والتجارة؛ وفي حال تمكنوا من إيجاد أرضية مشتركة، فإن العقود المقبلة قد تتسم بالنمو والازدهار السلميين.

في عام 2017، وضع دبلوماسيون من دول أخرى أساليب جديدة للمشاركة مع العلامة التجارية للرئيس دونالد ترامب من القومية الأمريكية. ذكرت صحيفة نيويورك تايمز عشية أول رحلة خارجية له كرئيس:
بالنسبة للقادة الأجانب الذين يحاولون معرفة أفضل السبل للتعامل مع رئيس أمريكي على عكس أي رئيس عرفوه، فالآن هو وقت تجربة ذلك. تقوم السفارات في واشنطن بإرسال النصائح التجارية والسفراء إلى الرؤساء والوزراء في أوطانهم لتوحي بكيفية التعامل مع زعيم زئبقي قوي الإرادة ليس لديه خبرة حقيقية على الساحة العالمية وتفضيل الدبلوماسية الشخصية وطعم ال.... ظهرت قواعد معينة: اقض الأمر بسرعة - لا تتحدثوا معه لمدة 30 دقيقة لأن تركيزه يدوم مدة 30 ثانية. ولا تفترضوا أنه يعرف تاريخ البلد أو نقاط خلافه الرئيسية. يجب مدحه على فوزه في الكلية الانتخابية. تعاملوا معه على النقيض من الرئيس باراك أوباما. لا تُعلقوا على ما قيل خلال الحملة. حاولوا البقاء على اتصال معه بشكل منتظم. لا تأتوه بقائمة من الاقتراحات بل اجلبوا صفقات جاهزة التي يمكن أن يسميها نصرًا.
كان لدى ترامب العديد من المساعدين الذين يقدمون المشورة بشأن السياسة الخارجية. وكان كبير الدبلوماسيين وزير الخارجية ريكس تيلرسون. كثيرًا ما كانت مواقفه الرئيسية في السياسة الخارجية على خلاف مع ترامب، بما في ذلك:
حثّ الولايات المتحدة على البقاء في الشراكة عبر المحيط الهادئ واتفاق باريس بشأن مشاكل المناخ، واتخاذ موقف متشدد بشأن روسيا والدعوة إلى إجراء مفاوضات وحوارات لنزع فتيل الأزمة المتفاقمة مع كوريا الشمالية والدعوة إلى استمرار انضمام الولايات المتحدة إلى اتفاق إيران النووي واتخاذ موقف محايد في النزاع بين قطر والمملكة العربية السعودية وطمأنة الحلفاء من كوريا الجنوبية واليابان إلى شركائنا في منظمة حلف شمال الأطلسي بأن أمريكا ما زالت داعمة ومؤيدة.
قبل رئاسة ترامب، كانت السياسة الخارجية في الولايات المتحدة نتيجة لتوافق الآراء بين الحزبين على جدول أعمال لتعزيز موقفها باعتبارها القوة الأولى. لكن منذ ذلك الحين، تفكك هذا الإجماع - إذ دعا الساسة الجمهوريون والديمقراطيون بشكل متزايد إلى اتباع نهج أكثر تقييدًا.

## القانون
ثمّة ثلاثة أنواع للمعاهدات المتعلقة بالقانون في الولايات المتحدة:
- المعاهدات هي اتفاقات رسمية مكتوبة يحددها البند التعاهدي من الدستور. يعقد الرئيس معاهدة مع القوى الأجنبية، لكن بعد ذلك يجب التصديق على المعاهدة المقترحة بتصويت الثلثين من أعضاء مجلس الشيوخ. على سبيل المثال، اقترح الرئيس ويلسون معاهدة فرساي بعد الحرب العالمية الأولى بعد التشاور مع القوى المتحالفة، لكن مجلس الشيوخ رفض هذه المعاهدة؛ ونتيجة لذلك، أبرمت الولايات المتحدة فيما بعد اتفاقات منفصلة مع دول مختلفة. في حين أن معظم القانون الدولي له تفسير أوسع لمصطلح المعاهدة، إلا أن تعريف الولايات المتحدة لهذا المصطلح يُعدّ أكثر تقييدًا. في قضية ميسوري ضد هولندا، قضت المحكمة العليا بأن سلطة جعل المعاهدات بموجب دستور الولايات المتحدة هي سلطة منفصلة عن غيرها من السلطات المحددة للحكومة الاتحادية، وبالتالي يمكن للحكومة الاتحادية استخدام المعاهدات للتشريع في المناطق التي تقع في نطاق السلطة الحصرية للولايات.
- اتفاقيات خاصة من قِبَل الرئيس – في مجال ممارسة سلطته التنفيذية الدستورية – بحدّ ذاته.
- اتفاقات الكونغرس التنفيذي: يتولى كل من الرئيس والكونغرس إبرام هذا النوع من الاتفاقات. تصبح هذه الاتفاقات إلزامية مثل أي شتريع عادي في غالبية المجلسين بعد أن يوقع عليها الرئيس. لا ينص الدستور صراحة على أن هذه الاتفاقات مسموح بها، ويرى علماء دستوريون مثل لاورينس تريب أنها غير دستورية إطلاقًا.[16]

على النقيض من معظم الدول الأخرى، تعتبر الولايات المتحدة الأشكال الثلاثة من المعاهدات متميزة. وعلاوة على ذلك، تدمج الولايات المتحدة قانون المعاهدات في مجموعة القوانين الاتحادية للولايات المتحدة. ونتيجة لذلك، يمكن للكونغرس أن يعدل المعاهدات أو يلغيها بعد ذلك. يمكنه أيضًا إلغاء أي التزام تعاهدي متفق عليه حتى وإن اعتبر ذلك انتهاكًا للمعاهدة بموجب القانون الدولي. وقد أكدت العديد من الأحكام في الولايات المتحدة على هذه النقطة، بما في ذلك قرارات المحكمة العليا في قضية باكيتي هابانا ضد الولايات المتحدة (1900) وريد ضد كوفيرت (1957) فضلًا عن حكم محكمة أدنى في قضية غارسيا مير ضد ميس (1986).
اتخذت وزارة الخارجية موقفًا مفاده أن اتفاقية فيينا لقانون المعاهدات تمثل قانونًا راسخًا. وعمومًا، عندما توقع الولايات المتحدة معاهدة، فإنها ملزمة بها. غير أنه نتيجة للقرار السري الصادر عن المرجع، تضيف الولايات المتحدة تحفظًا على نص كل معاهدة تنص على أن الولايات المتحدة تعتزم التقيد بالمعاهدة لكن إذا تبين أن المعاهدة تنتهك الدستور، فإن الولايات المتحدة غير قادرة قانونيًا على الامتثال للمعاهدة لأن توقيع الولايات المتحدة سيكون متجاوزًا للسلطات.